# 安特罗多科
安特罗多科（義大利語：Antrodoco），是意大利列蒂省的一个市镇。总面积64平方公里，人口2777人，人口密度43.4人/平方公里（2009年）。ISTAT代码为057003。